# Барбоші
Барбоші (рум. Barboși) — село у повіті Васлуй в Румунії. Входить до складу комуни Хочень.
Село розташоване на відстані 270 км на північний схід від Бухареста, 24 км на південний схід від Васлуя, 79 км на південь від Ясс, 118 км на північ від Галаца.

## Населення
За даними перепису населення 2002 року у селі проживали 806 осіб, усі — румуни. Усі жителі села рідною мовою назвали румунську.